# Jarebice (Tutin)
Pour les articles homonymes, voir Jarebice.
Jarebice (en serbe cyrillique : Јаребице) est un village de Serbie situé dans la municipalité de Tutin, district de Raška. Au recensement de 2011, il comptait 149 habitants.

## Démographie
| 1948 | 1953 | 1961 | 1971 | 1981 | 1991 | 2002 | 2011 |
| ---- | ---- | ---- | ---- | ---- | ---- | ---- | ---- |
| 154  | 171  | 178  | 189  | 174  | 207  | 215  | 149  |

|  |